# PGC 68178
LEDA/PGC 68178 ist eine Linsenförmige Galaxie vom Hubble-Typ S0 mit aktivem Galaxienkern im Sternbild Eidechse am Nordsternhimmel, die schätzungsweise 220 Millionen Lichtjahre von der Milchstraße entfernt ist. Sie ist Mitglied der NGC 7223-Gruppe (LGG 453).